# Nyctocalos pinnatum
Nyctocalos pinnatum là một loài thực vật có hoa trong họ Chùm ớt. Loài này được Steenis mô tả khoa học đầu tiên năm 1953.